# Мадем (Орсова планина)
Мадем (на гръцки: Καμένο Ρέμα, Камено Рема) е река в Нигритско, Егейска Македония, Гърция, десен приток на Струма (Стримон).

## Път
Реката извира от Орсовата планина (Кердилия), източно под връх Ататема (1001 m) и под името Мадем или Нерумана тече на североизток в планината. При бившето село Инели приема източна посока и носи името Милос или Мили. Минава през бившето село Янили (Явнили), чието име също носи. Излиза от планината и минава през бившето Кастри, където носи името Кастролакос. Малко преди да стигне до Струма, се разделя на два ръкава – единият завива на североизток и се влива в Струма, а другият завива на югоизток и се влива в местността Хндакас срещу развалините на Амфиполис.

## Водосборен басейн
→ ляв приток, ← десен приток
- ← Колокитнас
- → Мезиница
- → Амболи